# رزم‌ناو کیروف
نبردرزم‌ناو کیروف (به انگلیسی: Soviet battlecruiser Kirov) اولین کشتی جنگی از کلاس نبردرزمناوهای کیروف کشور روسیه است. این نبردرزمناو در زمان شوروی سابق ساخته شد و به نام کیروف از قهرمانان بلشویک نامیده شد که بعد از فروپاشی شوروی تغییر نام داده اینک به نبردرزمناو آدمیرال یوشاکوف نامگذاری شده‌است. 

نبردرزمناو یوشاکوف اولین نسخه ساخته شده بود بنابراین در تسلیحات اندکی با سه نسخه بعدی این کلاس متفاوت است ؛ از جمله:
- موشک ضد زیردریایی میتل
- توپ‌های گاتلینگ ۶ لول ۳۰ م م
- اس ۳۰۰ پی

نبردرزمناو یوشاکوف با شماره بدنه 065 متأسفانه در سال ۱۹۹۰ به دلیل حادثه برای راکتور این نبردرزمناو پس نیاز به تعمیرات اساسی یافت که به دلیل بی پولی روس‌ها به تعویق افتاد. دوسال بعد در سال‌های ۲۰۰۱ و ۲۰۱۰ اقدام به تعمیرات شد ولی باز بجایی نرسید؛ این نبردرزمناو نزدیک به ۳۰ سال است که زمینگیر است.